# Thuidium punctulatum
Thuidium punctulatum là một loài Rêu trong họ Thuidiaceae. Loài này được (Bals.-Criv. & De Not.) De Not. miêu tả khoa học đầu tiên năm 1867.